# Lella Ravasi Bellocchio
Lella Ravasi Bellocchio (Milano, 28 giugno 1942) è una psicologa e saggista italiana.

## Biografia
Analista junghiana, vive e lavora a Milano. Membro della Società italiana e internazionale di psicologia analitica, della Rivista di psicologia analitica, di "A.R.P.A" e del International Association for Analytical psychology è autrice di numerosi saggi. 
È cognata del regista Marco Bellocchio e madre della scrittrice Violetta Bellocchio.